# Borysthenes suknanicus
Borysthenes suknanicus är en insektsart som beskrevs av William Lucas Distant 1911. Borysthenes suknanicus ingår i släktet Borysthenes och familjen kilstritar. Inga underarter finns listade i Catalogue of Life.